# 아우구스트 나이트하르트 폰 그나이제나우
아우구스트 빌헬름 안토니우스 나이트하르트 폰 그나이제나우 백작(August Wilhelm Antonius Graf Neidhardt von Gneisenau, 1760년 10월 27일 ~ 1831년 8월 23일)는 프로이센 왕국의 군인이자 육군원수. 프로이센의 군제 개혁자. 게르하르트 폰 샤른호르스트와 함께 현재도 각국 군대에 설치된 참모본부의 선구자격인 프로이센 참모본부의 건설자로 나폴레옹 전쟁에서 승리해 프로이센을 강국으로 이끌었다.

## 생애
1760년 10월 27일 독일 중부의 작센 왕국의 토르가우 근교의 마을 시르다우에서 작센군 포병장교의 아들로 태어났다. 그의 나이트하르트 백작 가문은 유복하지 못했다. 그가 어릴 때 가족은 뷔르츠부르크 및 에르푸르트를 전전했다. 1777년 에르푸르트 대학에 입학했으나 2년 후 퇴학하여 오스트리아군에 입대했다. 1782년 먼 인척관계가 있던 오스트리아의 폰 그나이제나우 가문이 단절되었기에 아버지가 그 성씨를 물려받아 2중 성씨를 갖게 되었다. 그 때문에 그도 이후 2중 성씨를 사용하였다. 이 귀족의 칭호는 출세에 유리했다. 그 후 그는 바이로이드-안스바흐 변경백에 임관했다. 안스바흐 백작은 재정난 때문에 병사를 영국에 빌려주고, 병사는 독일어를 말할 수 있는 영국병사로써 아메리카 독립전쟁에 파병되었다. 그나이제나우도 지원하여 이 전쟁에 종군했다.
1786년 미국에서 귀국한 그나이제나우는 단조로운 바이로이드-안스바흐 변경백을 떠나 프리드리히 대왕의 프로이센군에 지원해 보병 중위에 임관했다. 1793년부터 94년까지 대 폴란드전에서 활약했다. 1796년 그나이제나우는 카로리네 폰 코트비츠와 결혼했다.
1806년 프로이센은 제4차 대프랑스 동맹을 조직하여 대 나폴레옹 전쟁에 참가하고, 그나이제나우는 호엔로에 후작의 참모로써 종군했다. 같은해 10월 14일 프로이센군은 예나-아우어슈테트 전투에서 두 장소의 전투에서 대패했다. 그나이제나우는 추격전 중에 후작을 대신해 지휘를 맡아 11월 6일 최후까지 저항을 계속한 끝에 마그데부르크에서 프랑스군에게 항복했다. 포로교환으로 석방된 그나이제나우는 프로이센왕 프리드리히 빌헬름 3세가 도망친 쾨니히스부르크로 향하고, 레스토크장군의 부하가 되었다. 그나이제나우는 나폴레옹군에 포위된 발트해의 코르베르크요새에 해상을 통해 파견되어 틸지트 조약이 체결된 1807년 7월까지 그곳을 지켜냈다. 그 공적을 인정받아, 그나이제나우는 중령으로 승진하고, 거기서 프로이센군 최고의 영예인 프루 르 메리트 훈장을 수여받았다.
강화 후 그나이제나우는 게르하르트 폰 샤른호르스트가 조직한 군개혁위원회(Militaer-Reorganisationskommission)의 위원으로 선택되어 프로이센군 재건에 힘을 기울이게 되었다. 그나이제나우는 샤른호르스트의 가장 뛰어난 보좌관으로써 개혁에 공헌했다. 1809년 그나이제나우는 대령으로 승진했다. 군제개혁은 서서히 진행되었지만, 나폴레옹은 이를 경계하고 여러 방면에서 압력을 가했다. 1809년 9월 개혁파의 수상 슈타인(Heinrich Friedrich Karl Reichsfreiherr von Stein)이 경질되고, 그 후 프리드리히 빌헬름 3세 자신이 개혁중지 명령을 내렸다.
1811년 프로이센이 프랑스와 동맹을 맺고 러시아 원정에 참가하자, 샤른호르스트 및 실망한 개혁파 장교들 다수가 군을 떠났다. 그나이제나우도 퇴역을 고려했으나, 그의 재능을 아낀 정부의 의향으로 상황이 변할때까지 특사로써 각국에 파견하기로 했다. 러시아, 스웨덴, 영국을 돌아다닌 후, 나폴레옹의 러시아 원정이 실패로 끝나자, 베를린으로 귀환했다. 그나이제나우는 재빨리 애국파지도자로써 군사업무에 복귀했다.
1813년 프로이센은 프랑스에 선전포고를 하고 바야흐로 국가간 전쟁이 시작되었다. 프로이센군 총사령관은 블뤼허, 참모총장(당시 명칭은 Erster General-quartier-meister)에는 샤른호르스트가 임명되었다. 그나이제나우는 참모차장(당시 명칭은 Zweiter Generalquartiermeister)이 되어, 함께 작전입안에 나섰다. 그러나 프로이센의 춘계공세는 만족스러운 결과를 낳지 못하고, 거기에 뤼첸 전투에서 받은 상처가 원인이 되어 샤른호르스트가 사망했다. 그나이제나우는 클라우제비츠와 더불어 샤른호르스트의 추모사를 썼다. 정부는 이 공표를 허락하지 않았으나, 격노한 그나이제나우는 맹렬히 항의하여 공표를 인정받았다.
샤른호르스트의 사망으로 인해 그나이제나우가 그의 후임이 되었다. 그나이제나우는 각사단에 배속된 참모장교가 직접 참모총장에게 의견을 상신할 수 있도록 정했다. 또한 명령전달에 명령을 성문화한 훈령을 이용하였다. 이로 인해 명령의 신속한 전달과 확실한 이해를 기대할 수 있게 되었다. 훈령을 해석하는 것은 참모장교의 역할이기 때문에 프로이센군은 참모를 중간에 세우고, 통일된 지휘계통을 획득할 수 있게 되었다.
8월 제6차 대프랑스 동맹이 결성되어 각 방면에서 프랑스에 대한 공격이 시작되었다. 프로이센군 총사령관 블뤼허는 그나이제나우를 신뢰하여 그에게 작전입안에서 실행까지 모든 것을 위임했다. 블뤼허와 그나이제나우는 군지휘관과 참모총장의 매우 호흡이 맞는 콤비였다. 또한 그나이제나우는 동맹군에 자신과 같은 생각을 가진 참모를 파견했다. 스웨덴군에는 보이엔(Hermann von Boyen), 오스트리아군에는 그레르망(Karl Wilhelm Georg von Grollmann), 이로 인해 각군은 멀리 떨어져 있더라도 의사를 공유할 수 있었다.
9월 대 나폴레옹 연합군은 여러 가지 규모로 분진합격에 의해 3방면에서 프랑스군을 압박했다. 10월 중반쯤 연합군은 라이프치히 부근에서 40만이 넘는 병력을 집중시키는데 성공해 라이프치히 전투에서 프랑스군을 격파했다. 이 승리는 전략차원의 포위를 완성시킨 그나이제나우의 작전에 의한 영향이 컸다. 동맹군은 프랑스 본토로 침공해 전술적 패배를 겪었음에도 불구하고 전략적으로 프랑스군을 착실하게 몰아붙였다. 1814년 3월 13일 블뤼허가 이끄는 프로이센군은 파리에 입성했다. 나폴레옹은 엘바섬으로 추방되고 포스트 나폴레옹을 의론한 빈 회의가 개최되었다. 그나이제나우는 나폴레옹을 살아있게 하는 것은 위험하다고 생각해 총살할 것을 주장했으나, 이것은 받아들여지지 않았다. 같은해 말 대 프랑스전의 공적으로 인해 그나이제나우는 백작에 서임되었다.
1815년 나폴레옹이 엘바섬을 탈출해 이른바 백일천하가 시작되었다. 그나이제나우는 다시 참모총장이 되어 총사령관 블뤼허의 곁에서 나폴레옹 타도에 나서게 되었다. 그때 영국군, 프로이센군은 네덜란드에 있었고, 오스트리아군은 라인란트에 있었다. 유럽 여러나라는 제7차 대프랑스 동맹을 결성하고 프랑스군을 포위하였다. 그러나 나폴레옹은 연합군이 합류하기 전에 각개격파를 하기 위해, 재빨리 네덜란드로 향했다. 6월 16일 리니 전투에서 프로이센군은 패배하고 블뤼허는 부상을 당했다. 그나이제나우는 총사령관을 대신해 지휘를 맡아 일시적으로 프로이센군을 후퇴시켰다.
리니 전투에서 영국군은 프로이센군을 지원하지 않았고, 그나이제나우는 그들에 대해 불신감을 갖게 되었다. 여기서 그나이제나우는 프로이센군을 라인방면으로 이동해 오스트리아군과 합류하는 것이 낫지 않을까 생각하게 되었다. 그러나 블뤼허는 이를 허락하지 않고 그나이제나우에게 지휘를 맡겨 나폴레옹을 격파할 것을 명령했다. 프로이센군은 추격하는 그루시군을 피해 결전장이었던 워털루(라 벨 아리안스)로 강행군을 했다. 6월 18일 영국군과 프랑스군이 격전을 되풀이하는 도중에 프로이센군은 전장에 도착해 프랑스군 우익을 공격했다. 이것이 결정적인 타격이 되어 워털루 전투는 연합군의 승리로 끝났다. 프로이센군은 밤까지 추격을 계속해 프랑스군은 완전히 붕괴되었다. 6월 22일 나폴레옹은 다시 퇴위되고 세인트 헬레나 섬으로 유배되었다. 11월 20일 제2차 파리조약이 체결되어 20년이상 지속된 나폴레옹 전쟁은 종결되었다.
전쟁종결 후, 그나이제나우는 코프렌츠군 사령관에 임명되어 구면인 클라우제비츠를 참모장에 임명했다. 그나우제나우는 군사업무를 계속하면서 의욕적인 정책을 베를린에 계속 보냈다. 그러나 정책은 받아들여지지 않고, 오히려 프리드리히 빌헬름 3세는 반동적인 정치를 하기 시작했다. 1816년 7월 실망한 그나이제나우는 퇴역하고 왕은 작센의 장원을 하사했다. 1818년 그나이제나우는 베를린 지사가 되고, 동시에 국회의원이 되었다. 1825년 워털루 전투 10주년을 기념하여 그나이제나우는 육군원수의 지위가 내려졌다.
1831년 폴란드에서 반란이 기운이 나타나자, 그나이제나우는 변경사령관에 임명되었다. 그때 그나이제나우는 다시 클라우제비츠를 참모장으로 임명했다. 그러나 노령의 그나이제나우에게 군사업무는 너무 힘들었고, 포즈난에 주둔하던 시기 콜레라에 감염되어 1831년 8월 24일 사망했다.

## 참고서적
- ヴァルター・ゲルリッツ『ドイツ参謀本部興亡史』守屋純訳、学習研究社、ISBN 4-05-400981-6
- ピーター・パレット『クラウゼヴィッツ「戦争論」の誕生』白須英子訳、中央公論社、ISBN 4-12-201816-1
- 渡辺昇一『ドイツ参謀本部・その栄光と終焉』中央公論社
- セバスチャン・ハフナー『プロイセンの歴史』川口由美子訳、東洋書林、ISBN 4-88721-427-8